# Ste-Vérène (Enchenberg)

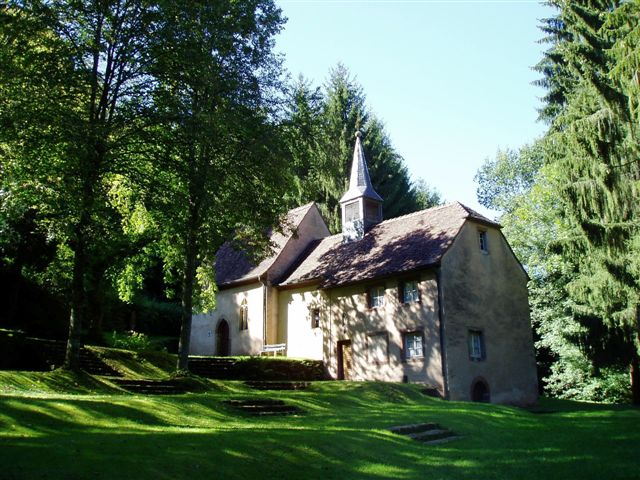
Verenakapelle

Ste-Vérène (deutsch St. Verena) ist eine römisch-katholische Wallfahrtskapelle bei der Ortschaft Enchenberg in Lothringen. Die Kapelle spielt eine große Rolle im religiösen Leben des Bitscher Landes. Sie wurde 1996 in den Katalog der monuments historiques aufgenommen. Um die Erhaltung kümmert sich die Association pour la sauvegarde de la chapelle Sainte-Vérène.
Die Verehrung der Namenspatronin, der Heiligen Verena, geht nach der Überlieferung auf Schweizer Einwanderer zurück, die Ende des 17. Jahrhunderts ins Bitscher Land kamen. Die aus Ägypten stammende Verena ist noch heute eine der meistverehrten Heiligen in der Schweiz.
Die Kapelle wurde im 15. Jahrhundert errichtet und 1685 vergrößert. Am Gebäude sind jedoch vier Bauperioden ablesbar. Die einfachen romanischen Chorfenster lassen auf einen noch älteren Vorgängerbau aus dem frühen Mittelalter schließen. Als architektonische Meisterwerke gelten ein Fenster und die Tür aus der Zeit der Spätgotik. Auf die Wende des 15. zum 16. Jahrhundert werden zwei Giebelfenster im Renaissancestil auf der Westseite datiert. Der Eingang zur Kapelle zeigt sich in einem naiven Barock. Aus dieser Epoche stammt auch die Heilige Jungfrau aus Terrakotta. Der Chor aus großen, verputzten Sandsteinquadern, ergibt mit seinen gotischen Bögen ein ungewöhnliches Bild. 
Der alte Altar ist um 1960 verschwunden und im November 1991 beschädigt wieder aufgetaucht. Er hat nun wieder seinen Platz in der Kapelle. Er soll eine Arbeit von Johann Martersteck sein, einem Meister aus Bouquenom. Die Zuschreibung kann aufgrund der großen Ähnlichkeit mit dem Retabel von Rahling, das ebenfalls von Martersteck stammt, als relativ sicher gelten. 
Die alten wertvoll bemalten Kirchenfenster sind um 1960 verschwunden. Erst 2000 wurden sie durch gegenständliche Malereien des Künstlers Sauveur Pasqual ersetzt. Das Giebelfenster zeigt die Heilige Verena mit ihren Insignien Krug und Kamm. Daneben ist der Heilige Mauritius mit roter Fahne und zerbrochenem Schwert dargestellt. Ein gotisches Fenster zeigt die Heiligen Ursus und Victor, wie Mauritius Märtyrer der Thebäischen Legion.
Zur Kapelle benachbart ist eine Lourdesgrotte, die 1958 zur Hundertjahrfeier der Wunder von Lourdes errichtet wurde.

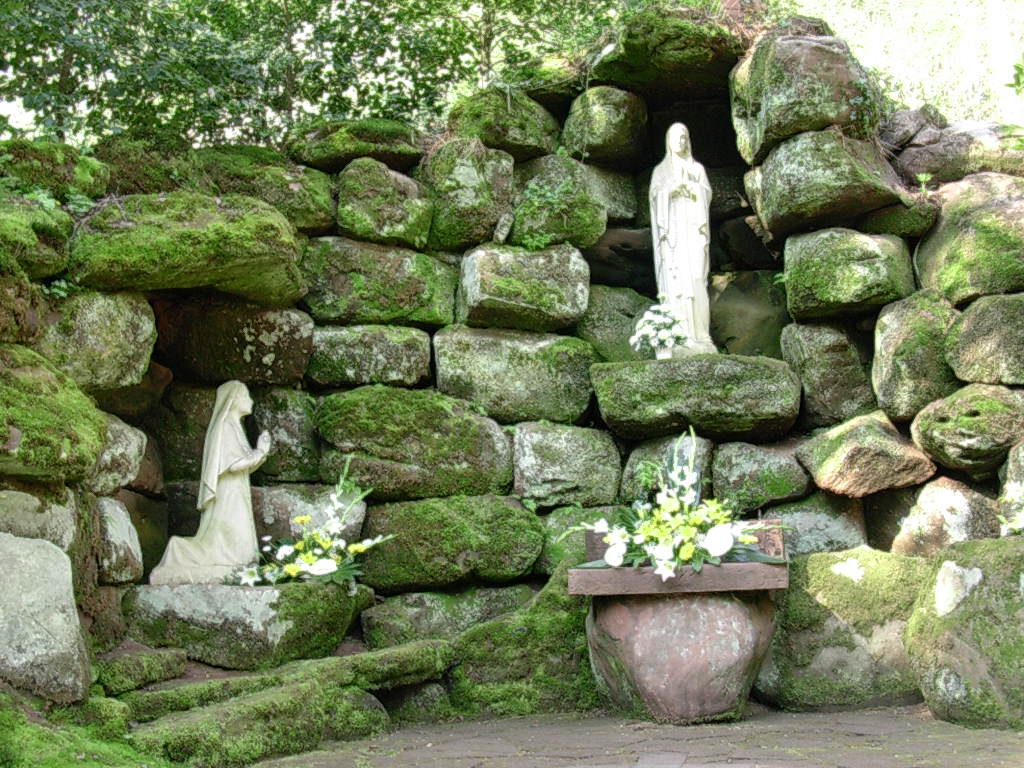
Lourdesgrotte

Der Kalvarienberg in für das Bitscher Land typischer Ausführung stammt vermutlich von 1827.
Etwa hundert Meter unterhalb der Kapelle entspringt eine Quelle mit sehr weichem Wasser, die möglicherweise zur Wahl des Bauplatzes beigetragen hat und zur Versorgung hier lebender Einsiedler diente. Sie wurde von den Bewohnern Enchenbergs auch seit alten Zeiten als Waschplatz benutzt.
Das Fest der Heiligen Verena wird am 1. September gefeiert. Die mit Abstand größte Wallfahrt Lothringens datiert jedoch auf den 1. Mai. Sie geht auf eine um 1770 grassierende Rinderpest zurück, gegen die Verena um Hilfe angerufen wurde.
Von der Kapelle führt der Kreuzweg durch einen Hohlweg zur Pfarrkirche. Von den 14 Stationen aus dem 18. Jahrhundert wurden viele nach und nach erneuert.